# Stadio Dr. Lisandro de la Torre
Lo stadio Gigante de Arroyito, precedentemente chiamato Dr. Lisandro de la Torre, è uno stadio della città argentina di Rosario. Ospita le partite casalinghe del Rosario Central.

## Storia
Fu costruito tra il 1927 ed il 1929 e ristrutturato nel 1957, nel 1963, nel 1968 ed infine tra il 1974 ed il 1978 in occasione dei Mondiali del 1978.
Durante il Campionato mondiale di calcio 1978 ha ospitato i seguenti incontri;
- Tunisia -  Messico 3-1 (gruppo 2, primo turno) il 2 giugno
- Polonia -  Tunisia 1-0 (gruppo 2, primo turno) il 6 giugno
- Polonia -  Messico 3-1 (gruppo 2, primo turno) il 10 giugno
- Argentina -  Polonia 2-0 (gruppo B, secondo turno) il 14 giugno
- Argentina -  Brasile 0-0 (gruppo B, secondo turno) il 18 giugno
- Argentina -  Perù 6-0 (gruppo B, secondo turno) il 21 giugno

## Altri usi
Il 21 ottobre 1978 la showgirl Raffaella Carrà si è esibita durante la sua tournée "Raffaella Carrà Show" per poi tornare il 3 marzo 1979 con "Applauso Show" e nel 1989.